# 里弗維尤 (密蘇里州聖路易斯縣)
里弗維尤（英語：Riverview）是位於美國密蘇里州聖路易斯縣的村。

## 人口
根據2020年美國人口普查的數據，里弗維尤的面積為2.15平方千米，皆為陸地。當地共有人口2397人，而人口密度為每平方千米1,115人。